# Carousel
För andra betydelser, se Carousel (olika betydelser).
Carousel är ett studioalbum från 1978 av det svenska dansbandet Wizex.  Det placerade sig som bäst på sjunde plats på den svenska albumlistan.
Från detta album hamnade singeln "Se dig i din spegel", under perioden 14 januari-18 mars 1979, på Svensktoppen under de maximalt tillåtna 10 veckorna, och som bäst placerade den sig på tredje plats.

## Låtlista

### Sida A
| Nr | Titel                                                   | Låtskrivare                                      | Längd |
| -- | ------------------------------------------------------- | ------------------------------------------------ | ----- |
| 1. | " Mitt liv går runt som en karusell (U.S. of America)"  | Donna Fargo, Margot Borgström                    | ?     |
| 2. | "Blås alla vindar"                                      | Lars Hagelin, Tommy Stjernfeldt, Monica Forsberg | ?     |
| 3. | "Oh Carol"                                              | Mike Chapman, Nicky Chinn                        | ?     |
| 4. | "If I Sing You a Lovesong"                              | Ronnie Scott, Steve Wolfe                        | ?     |
| 5. | "Skateboard (LA Run)"                                   | Alan Carvell, T. B. Håkanson, S. Schröder        | ?     |
| 6. | "You Never Can Tell"                                    | Chuck Berry                                      | ?     |
| 7. | "Är du rädd att bli ensam (Have You Never Been Mellow)" | John Farrar, Britt Lindeborg                     | ?     |

### Sida B
| Nr  | Titel                     | Låtskrivare                                       | Längd |
| --- | ------------------------- | ------------------------------------------------- | ----- |
| 8.  | "Please Change Your Mind" | Benny Andersson, Björn Ulvaeus                    | ?     |
| 9.  | "It's the Same Old Song"  | Lamont Dozier, Brian Holland, Eddie Holland       | ?     |
| 10. | "Väntar du på sommaren"   | Lars Hagelin, Tommy Stjernfeldt, Monica Forsberg  | ?     |
| 11. | "(Let's Have) a Party"    | Jessie mae Robinson                               | ?     |
| 12. | "Ditt spel är slut"       | Lars Hagelin, Tommy Stjernfeldt, Margot Borgström | ?     |
| 13. | "Se dig i din spegel"     | Lasse Holm, Monica Forsberg                       | ?     |
| 14. | "Nära dig"                | Lars Hagelin, Tommy Stjernfeldt, Gert Lengstrand  | ?     |

## Listplaceringar
| Lista (1978-1979) | Topplacering |
| ----------------- | ------------ |
| Sverige           | 7            |

### Fotnoter
1. ↑  ”Discogs”. http://www.discogs.com/Wizex-Carousel/release/1588617. Läst 21 april 2011.
2. ↑  ”Svensk mediedatabas”. http://smdb.kb.se/catalog/id/001887051. Läst 21 april 2011.
3. ↑  Svensktoppen - 1979
4. ↑  ”Listplacering”. http://hitparad.se/showitem.asp?key=40324&cat=a. Läst 21 april 2011.